# Élections législatives cap-verdiennes de 1991
Des élections législatives se sont tenues au Cap-Vert le 13 janvier 1991. Jusque-là, les élections législatives étaient toujours remportées par Parti africain pour l'indépendance du Cap-Vert, parti unique du Cap-Vert depuis son indépendance, en 1975. Ces élections sont donc les premières élections libres, autorisant le multipartisme. Le Mouvement pour la démocratie remporte les élections avec 66,4 % des voix ; la participation électorale s'élève à 75,3 % de la population.

## Résultat
| Parti                                          | Votes   | %    | Sièges | +/-           |
| ---------------------------------------------- | ------- | ---- | ------ | ------------- |
| Mouvement pour la démocratie                   | 78 454  | 66,4 | 56     | Nouveau parti |
| Parti africain pour l'indépendance du Cap-Vert | 39 673  | 33,6 | 23     | -60           |
| Votes invalides/blancs                         | 7 437   | -    | -      | -             |
| Total                                          | 125 564 | 100  | 79     | -4            |

### Source
- (en) Cet article est partiellement ou en totalité issu de l’article de Wikipédia en anglais intitulé « Cape Verdean parliamentary election, 1991 » (voir la liste des auteurs).